# Nacho Cano (álbum)
El álbum titulado Nacho Cano, publicado en 2001, es el cuarto disco de estudio del músico Ignacio Cano. Contiene diez temas, dos de ellos instrumentales, Rayta y Hoy es el día. Para las canciones Nacho vuelve contar como en los álbumes anteriores con la colaboración de las vocalistas Mercedes Ferrer, Esmeralda Grao, Leni Pérez y Natalia Zisa. También intervienen en los coros Denise Rivera y Carmen Rival. Del álbum se extrajeron tres sencillos, El amargo del pomelo, La aventura de la vida y La primera canción.

## Grabación
Todos los temas del álbum fueron compuestos, producidos y arreglados por Nacho Cano y grabados en Londres, Nueva York y Galicia (Casa de Tolos), entre enero de 2000 y octubre de 2001, por el ingeniero de grabación Gugu Martínez, que también se ocupó de las mezclas junto con Nacho Cano. En los temas 4, 6 y 7, Segundo Grandío fue el técnico y Alfonso Blanco el coordinador. El mastering se hizo en Metrópolis por el ingeniero Ian Cooper.
Los arreglos de cuerda son de Miguel Ángel Collado, con el asistente Jason Hart. Nacho Cano se encargó de la programación, los teclados, las guitarras y el bajo. También participaron los músicos Ángel Celada (batería en los temas 3, 6 y 7), Marcos Campos (gaita gallega en el tema 6, punteiros en el 4 y whistles en el 7), José Manuel Campos (gaita gallega en el tema 6), Carlos Castro (percusiones en los temas 2, 4, 6 y 7) y Miguel Machado (trompeta en los temas ks: 4, 7 y 8. Además, en el tema Esta división participan las pandereteiras Sara, de Choruvia, Rosa y Vego, de Bouzacoba, y Margot, Nuria y Rebecca, de O’Frabeiro.
En el disco, con diseño de Comunicación JARA, fotos de Bernardo Doral y estilismo de GIMGI, Nacho Cano muestra su agradecimiento "a todos los amigos valientes que tengo a mi alrededor, porque ellos son la energía que materializa mis ideas y las hace posibles. Gracias por acompañarme en esta y otras aventuras y sobre todo gracias por las risas con las que dibujamos nuestro camino. Este disco es tan vuestro como mío".

## Temas
1. El amargo del pomelo - 3:04
(voz principal: Mercedes Ferrer).
2. La aventura de la vida - 3:34
(voz principal: Esmeralda Grao).
3. La primera canción - 4:05
(voz principal: Leni Pérez).
4. Rayta (instrumental) - 3:51
(voz de ambientación: Leni Pérez).
5. Esta división - 3:44
(voz principal: Mercedes Ferrer).
6. Les vaques y el rosal - 3:47
(voz principal: Esmeralda Grao / segunda voz: Leni Pérez).
7. El sonido del amor - 3:33
(voz principal: Natalia Zisa).
8. Hoy es el día (instrumental) - 3:14
9. El arte de volar - 4:19
(voz principal: Mercedes Ferrer).
10. Colgado de ti - 4:12
(voz principal: Natalia Zisa).

## Sencillos y maxisencillos
- El amargo del pomelo (CD sencillo promocional)
- El amargo del pomelo 3:04 / El amargo del pomelo (radio dance remix) 3:58 / El amargo del pomelo (versión extended dance remix) 5:55 / El amargo del pomelo (versión instrumental dance remix) 5:55 (CD sencillo). Versiones remix remezcladas por David Ferreiro y Pedro del Moral en Full Equipe Producciones.
- La aventura de la vida (CD sencillo promocional)
- La aventura de la vida (versión trance) 3:26 / La aventura de la vida (versión edit) 3:23 / La aventura de la vida 3:34 (CD sencillo promocional)
- La primera canción (CD sencillo promocional)

- Datos: Q6037130